# Olga Russakovsky
Olga Russakovsky (* 20. Jahrhundert) ist eine US-amerikanische Informatikerin und Hochschullehrerin. Ihre Forschung befasst sich mit Computer Vision und Maschinellem Lernen. Sie wurde 2015 von dem Foreign Policy Magazine zu einer der 100 führenden globalen Denker ernannt.

## Leben und Werk
Russakovsky studierte Mathematik an der Stanford University, wo sie 2007 den Bachelor of Science in Mathematik erhielt und im gleichen Jahr den Master of Science in Computer Science. Sie promovierte 2015 bei der Informatikerin Fei-Fei Li in Computer Vision mit der Dissertation: Scaling Up Object Detection. Sie forschte mit Li an der Bildklassifizierung und entwickelte einen Algorithmus, der ausgewählte Objekte vom Hintergrund trennen konnte. Zusammen mit Li entwickelte sie ImageNet. Sie war Postdoktorandin an der Carnegie Mellon University, wo sie 2017 am Robotics Institute promovierte. Sie ist Assistenzprofessorin für Informatik an der Princeton University.

## Forschung
Russakovsky untersucht die historischen und gesellschaftlichen Vorurteile bei der visuellen Erkennung und die Entwicklung von Computerlösungen, die algorithmische Fairness fördern. Sie trainiert Deep-Learning-Modelle, die geschützte Merkmale wie Rasse oder Geschlecht dekorrelieren. Sie war an mehreren Initiativen beteiligt, um den Zugang zur Informatik und das Verständnis der Öffentlichkeit für künstliche Intelligenz zu verbessern. Sie ist Vorstandsmitglied der AI4ALL-Stiftung und leitete 2015 das erste Sommercamp mit dem Namen Outreach Summer Program (SAILORS) des Stanford Artificial Intelligence Laboratory. AI4ALL hat sich bisher mit 16 Universitäten zusammengetan, um Studenten aus unterrepräsentierten Gruppen mit AI bekannt zu machen, und ein kostenloses, projektbasiertes Online-AI-Bildungsprogramm Open Learning gestartet.
Sie ist der Hauptautor von „Imagenet Large Scale Visual Recognition Challenge“, die 2015 im International Journal of Computer Vision erschien. Die Veröffentlichung beschreibt die Erstellung eines öffentlich verfügbaren Datensatzes mit Millionen von Bildern alltäglicher Objekte und Szenen seine Verwendung in einem jährlichen Wettbewerb zwischen den visuellen Erkennungsalgorithmen der teilnehmenden Institutionen. In dem Artikel werden die Herausforderungen bei der Erstellung eines so großen Datensatzes, die Entwicklungen bei der algorithmischen Objektklassifizierung und -erkennung, die sich aus dem Wettbewerb ergeben haben, und der aktuelle Status (zum Zeitpunkt der Veröffentlichung) des Objekterkennungsfelds erörtert. 2017 hatten 29 von 38 teilnehmenden Teams eine Genauigkeit von mehr als 95 %.

## Auszeichnungen
- 2013: MIT EECS Rising Star award
- 2015: Outstanding Reviewer awards, CVPR
- 2015: 100 Leading Global Thinkers, Foreign Policy Magazine
- 2016: PAMI Everingham-Preis 2016
- 2017: MIT Technology Review 35 unter 35
- 2020: Anita Borg Early Career Award (BECA)
- 2020: AnitaB.orgs Emerging Leader Abie Award in Honour of Denice Denton

## Veröffentlichungen (Auswahl)
- mit Jia Deng, Hao Su, Jonathan Krause, Sanjeev Satheesh: ImageNet Large Scale Visual Recognition Challenge, 2014.
- mit Jia Deng, Hao Su, Jonathan Krause, Sanjeev Satheesh, Sean; Ma, Zhiheng Huang, Andrej Karpathy, Aditya Khosla, Michael bernstein, Alexander Berg, Fei-Fei Li :ImageNet Large Scale Visual Recognition Challenge, International Journal of Computer Vision 115, 2015.